# Brachyderes marginellus
Brachyderes marginellus é uma espécie de insetos coleópteros polífagos pertencente à família Curculionidae.
A autoridade científica da espécie é Graells, tendo sido descrita no ano de 1858.
Trata-se de uma espécie presente no território português.